# Bruno Mendes
Bruno Pereira Mendes, mais conhecido como Bruno Mendes (Cruzeiro, 2 de agosto de 1994), é um futebolista brasileiro que atua como atacante. Atualmente joga pelo Vila Nova.

## Carreira
Começou na escolinha do Cruzeiro, no interior de São Paulo, quando passou num teste no Guarani e ingressou nas categorias de base do clube. Em 2011, fez mais de 30 gols em campeonatos da base.
Estreou no time principal do Guarani em 21 de janeiro de 2012, na vitória por 2x1 sobre o Oeste, no Campeonato Paulista. Fez parte do time vice-campeão do estadual daquele ano, quando perdeu para o Santos de Neymar. Em maio, disputou o Torneio Internacional 8 Nações, na África do Sul, pela Seleção Sub-20, sua primeira competição pela Seleção.
Em setembro de 2012, foi comprado por investidores por R$ 7 milhões, vinculou-se ao Macaé e foi emprestado ao Botafogo até o fim de 2013. Foi um dos destaques do Botafogo na reta final do Campeonato Brasileiro de 2012, marcando seis gols em oito jogos. No ano seguinte, iniciou na Seleção Brasileira Sub-20 disputando o Sul-Americano da categoria, e posteriormente perdeu espaço no ataque alvinegro, terminou o ano na reserva e o Botafogo optou por não renovar o contrato do atleta.
No início de 2014, acertou com o Athletico Paranaense por um ano, cedido por empréstimo pelo Deportivo Maldonado, do Uruguai.
Em outubro de 2014, foi emprestado ao Avaí. Ficou até o primeiro semestre de 2015 no time catarinense e não teve muitas chances como titular.
No segundo semestre de 2015, foi contratado pelo Vitória de Guimarães, de Portugal. Iniciou na equipe B para ganhar ritmo de jogo e se adaptar ao estilo do futebol português e em fevereiro de 2016 fez sua estreia contra o Vitória de Setúbal, no empate em 2 a 2. No total, fez seis gols em 28 jogos disputados com a camisa do Vitória.
Em julho de 2017, acertou seu retorno ao Guarani. Foi nome importante no acesso do clube à elite do futebol paulista em 2018, quando foi o artilheiro da equipe. No final desta passagem, Bruno Mendes totalizou 75 jogos e 24 gols pelo Bugre.
Em janeiro de 2019, foi contratado pelo Cerezo Osaka, do Japão. No Japão, virou xodó e ganha música de torcida.
Após duas temporadas, em 2021, acertou transferência ao Avispa Fukuoka, do Japão, onde marcou quatro gols em 19 jogos e conseguiu o acesso como vice-campeões da J-League 2.
Em janeiro de 2022, voltou ao Cerezo Osaka. Naquele ano, marcou cinco gols e deu três assistências pela equipe japonesa.
Em fevereiro de 2023, acertou o retorno ao Guarani, por empréstimo do Deportivo Maldonado. Em setembro do mesmo ano, completou 100 jogos com a camisa do Guarani na partida contra a Chapecoense pela 27ª rodada da Série B.
No final de 2023, renovou o contrato com o Guarani até dezembro de 2024.
Em dezembro de 2024, acertou com o Vila Nova para a temporada de 2025.

## Títulos
Botafogo
- Campeonato Carioca: 2013

Guarani
- Campeonato Paulista - Série A2: 2018

Vila Nova
- Campeonato Goiano: 2025[38]

### Outras conquistas
Botafogo
- Taça Guanabara: 2013
- Taça Rio: 2013